# Hetty Balkenende
Hetty Balkenende   (Amsterdam, 1939) és una nedadora neerlandesa, ja retirada, especialista en estil lliure i en natació sincronitzada, que va competir durant les dècades de 1950 i 1960.
Va guanyar una medalla de plata en els 4x100 metres lliures al Campionat d'Europa de natació de 1954, formant equip amb Loes Zandvliet, Joke de Korte i Geertje Wielema. El 1955 ajudà a l'equip neerlandès a establir un nou rècord del món en la mateixa prova. Aquell mateix any guanyà dos campionats nacionals, en els 100 i 400 metres lliures, i establí dos rècords nacionals en els 400 metres lliures i el rècord del món de les 880 iardes lliures. Va ser seleccionada per l'equip neerlandès per participar en els Jocs Olímpics d'Estiu de Melbourne, però finalment els Països Baixos van boicotejar els Jocs com a protesta per la repressió soviètica en la revolució hongaresa.
Un cop retirada de la natació, va centrar-se en la natació sincronitzada i guanyà el campionat d'Europa, no oficial, de 1963 en tres rutines, solo, parella i tècnica. L'abril de 1967 es casà amb Jens Svensson i es nacionalitzà noruega. Com a noruega, Hetty Svensson-Balkenende va guanyar el campionat nacional i nòrdic de natació sincronitzada el 1970.